# Ускоці (Стара Градишка)
Ускоці (хорв. Uskoci) — населений пункт у Хорватії, в Бродсько-Посавській жупанії у складі громади Стара Градишка.

## Населення
Населення за даними перепису 2011 року становило 100 осіб.
Динаміка чисельності населення поселення:

## Клімат
Середня річна температура становить 11,42 °C, середня максимальна – 26,05 °C, а середня мінімальна – -5,98 °C. Середня річна кількість опадів – 929 мм.
| Клімат поселення                              | Клімат поселення | Клімат поселення | Клімат поселення | Клімат поселення | Клімат поселення | Клімат поселення | Клімат поселення | Клімат поселення | Клімат поселення | Клімат поселення | Клімат поселення | Клімат поселення | Клімат поселення |
| Показник                                      | Січ.             | Лют.             | Бер.             | Квіт.            | Трав.            | Черв.            | Лип.             | Серп.            | Вер.             | Жовт.            | Лист.            | Груд.            |                  |
| Середній максимум, °C                         | 6,24             | 8,77             | 13,21            | 17,73            | 22,69            | 26,00            | 26,05            | 25,02            | 21,18            | 16,04            | 10,37            | 6,10             |                  |
| Середня температура, °C                       | 0,12             | 2,70             | 7,10             | 11,63            | 16,58            | 19,91            | 21,75            | 20,74            | 16,90            | 11,76            | 6,10             | 1,82             |                  |
| Середній мінімум, °C                          | −5,98            | −3,45            | 0,96             | 5,50             | 10,47            | 13,79            | 17,48            | 16,46            | 12,61            | 7,46             | 1,80             | −2,47            |                  |
| Норма опадів, мм                              | 60               | 54               | 64               | 78               | 83               | 99               | 86               | 84               | 76               | 83               | 88               | 74               |                  |
| Середньомісячна швидкість вітру, м/с          | 1.50             | 1.80             | 2.10             | 2.08             | 1.90             | 1.72             | 1.70             | 1.56             | 1.50             | 1.50             | 1.56             | 1.60             |                  |
| Середньомісячна сонячна радіація, кДж/м²·день | 4361             | 7213             | 11089            | 15521            | 19693            | 21960            | 22975            | 20422            | 15011            | 9262             | 4925             | 3623             |                  |
| --------------------------------------------- | ---------------- | ---------------- | ---------------- | ---------------- | ---------------- | ---------------- | ---------------- | ---------------- | ---------------- | ---------------- | ---------------- | ---------------- | ---------------- |
| Джерело:                                      |                  |                  |                  |                  |                  |                  |                  |                  |                  |                  |                  |                  |                  |